# Los Ángeles de Leakey

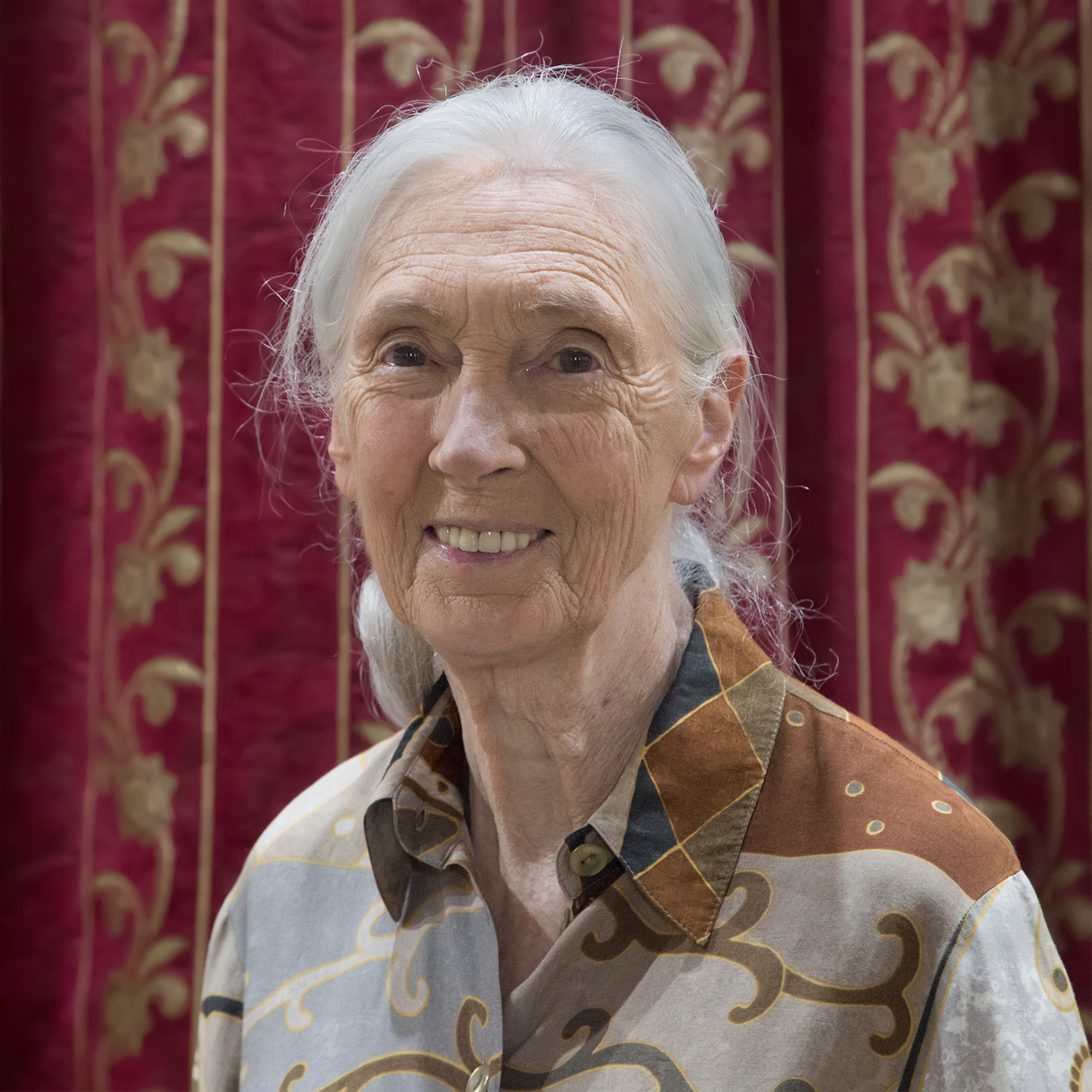

Los Ángeles de Leakey es un nombre relativamente reciente otorgado a las tres mujeres enviadas por Louis Leakey a estudiar primates en sus ambientes naturales. Las tres primatólogas son Jane Goodall, Dian Fossey y Birutė Galdikas quienes estudiaban chimpancés, gorilas y orangutanes respectivamente.
El nombre fue dado por Galdikas una de las tres mujeres en su libro Reflexiones del Eden publicado en 1995. El nombre está basado en el hecho de que Galdikas se encontró por primera vez con Leakey en Los Ángeles, California. Antes del apodo hecho por Galdikas se habían usado ampliamente los términos «ape ladies» o «ape women» ('damas-' o 'mujeres-mono'), en prosaica referencia a sus ocupaciones.
El interés de Leakey en la etología de los primates se origina en su intención de recrear el hábitat en el cual vivió el Proconsul, que había vivido en la región de la Isla Rusinga, de similar hábitat y ambiente al de los actuales chimpancés y gorilas. Para este objetivo estuvo buscando observadores desde 1946. En 1956 envió a su secretaria Rosalie Osborn al Monte Muhabura en Uganda para que le ayudara a habituar gorilas pero duró cuatro meses y retornó a Inglaterra. Luego de esto Leakey llegó a considerar hacer el trabajo el mismo hasta que Goodall providencialmente atrajo su atención.
Con el objetivo de financiar la investigación de Jane Goodall en la Reserva del Gombe, Leakey creó el Centro de Investigación de Primates Tigoni en 1958, con la ayuda de donaciones de la National Geographic Society y la Fundación Wilkie. Esta fundación permitió asegurar la financiación de las tres «ángeles» y la creación de las instalaciones para conducir las investigaciones de los primates. Luego de la obtención de la independencia por parte de Kenia el centro se convirtió en el Centro Nacional de investigación de Primates. Actualmente este es el instituto de investigación de primates del Museo Nacional de Kenia en Nairobi.
Para 1972, año en el cual falleció Leakey, Goodall y Fossey habían progresado significativamente en sus investigaciones a largo plazo en África, mientras que Galdikas apenas estaba poniendo en marcha su trabajo de campo en Indonesia.